# Don't Kill Me Tonight
Don't Kill Me Tonight is een nummer van de Nederlandse rockband DI-RECT uit 2003. Het is de vierde en laatste single van hun tweede studioalbum Over the Moon.
Het nummer werd een bescheiden hit in Nederland en haalde de 21e positie in de Nederlandse Top 40.